# Neotropische Wasserratten
Die Neotropischen Wasserratten (Nectomys) sind eine in Südamerika lebende Nagetiergattung aus der Gruppe der Neuweltmäuse. Sie umfassen sechs Arten.
Diese Nagetiere sind an eine wasserbewohnende Lebensweise angepasst. Die Hinterfüße sind sehr lang und mit Schwimmhäuten versehen, der Schwanz hat an seiner Unterseite einen Kiel aus Borsten und das Fell ist wasserabweisend. Es ist an der Oberseite gelbbraun oder bräunlich und am Bauch weißgelb gefärbt. Maße sind nur von einer Art, N. squamipes, bekannt. Diese erreicht eine Kopfrumpflänge von 16 bis 26 Zentimeter, eine Schwanzlänge von 17 bis 25 Zentimeter und ein Gewicht von 160 bis 420 Gramm.
Neotropische Wasserratten sind in Südamerika beheimatet, ihr Verbreitungsgebiet reicht von Kolumbien bis Französisch-Guyana und Argentinien. Sie bewohnen Wälder bis in 2200 Meter Seehöhe.
Diese Tiere halten sich in der Nähe von Sümpfen, Seen oder Flüssen auf. Sie sind schnelle Schwimmer, können aber auch gut klettern. Sie sind nachtaktiv und errichten Nester als Ruheplätze. Ihre Nahrung besteht aus Pflanzen, Insekten, Kaulquappen und kleinen Fischen.
Es sind sechs Arten bekannt:
- Westamazonas-Wasseratte (Nectomys apicalis) lebt im äußersten Westen Brasiliens, in Ecuador, Peru und Bolivien.
- Magdalena-Wasserratte (Nectomys magdalenae) kommt nur im nördlichen Kolumbien, an den Flüssen Cauca und Magdalena, vor.
- Trinidad-Wasserratte (Nectomys palmipes) ist auf der Insel Trinidad und den benachbarten Teilen Venezuelas heimisch.
- Südamerika-Wasserratte (Nectomys rattus) ist von Ostkolumbien und den drei Guayana-Staaten bis ins mittlere Brasilien verbreitet. N. parvipes, das nur aus Französisch-Guyana bekannt ist, wird heute zu dieser Art gezählt.
- Nectomys saturatus. Dieses Taxon galt lange als Synonym von Nectomys apicalis. Anhand einer Studie aus dem Jahr 2019 wurde nachgewiesen, dass es sich um eine gültige Art handelt.[1]
- Atlantische Wasserratte (Nectomys squamipes) lebt im südöstlichen Brasilien, dem östlichen Paraguay und dem nordöstlichen Argentinien.